# 友だちへ〜Say What You Will〜
「友だちへ 〜Say What You Will〜」（ともだちへ 〜セイ ワット ユー ウィル〜）は、SMAPの36枚目のシングル。2005年1月19日にビクターエンタテインメントから発売された。

## 概要
前作「世界に一つだけの花」以来、約1年10ヶ月ぶりのシングルで、SMAPがシングルを発売するまでの間の最大ブランクである。
ギタリスト、エリック・クラプトンが愛・地球博のテーマソングとして作詞・作曲を手がけた「Say What You Will」（アルバム『バック・ホーム』に収録）を、SMAPが「友だちへ〜Say What You Will〜」としてカバーした形で発売となる。
作曲に元クライミー・フィッシャーのサイモン・クライミーも加わり、日本語訳は竹内まりや、編曲は小林武史が担当した。
ジャケットは、両面を使えるようになっている。ジャケットに大きく写っているピースサインで星の形を作っているのはSMAPの5人である。
「友だちへ〜Say What You Will〜」は2005年7月27日に発売のアルバム『SAMPLE BANG!』に収録されている。
「Song of X'smap」は、SMAP全員が出演した2004年12月25日にフジテレビ系列、『プレミアムステージ』で放送したドラマ『X'smap〜虎とライオンと五人の男〜』主題歌。作詞は、後にリリースすることとなる「Dear WOMAN」の作詞も手がけた麻生哲朗。作曲は菅野よう子。編曲は武藤星児。ドラマの放映当時にはCD化の予定はなく、2004年12月24日から3日間限定でインターネットや携帯電話の着うた・着メロで配信限定曲として有料配信されたことがあった。またエンディングテーマとして同曲のバラードバージョンが放送されたが、そちらは配信もCD化もされていないがX'smapのDVDに収録された。オリジナル・バージョンは2016年12月21日に発売のベスト・アルバム『SMAP 25 YEARS』に収録された。
「友だちへ〜Say What You Will〜」には、近年のシングルでは珍しく、中居のみソロパートがない。中居は、稲垣のハモりパートを担当している。
ソロパートがないメンバーがいるのは、シングル曲としては今作がラストである。

## チャート成績
- 2005年1月31日付のオリコン週間シングルチャートで、初週24.1万枚を売り上げ、初登場1位を獲得した。
- 累計売上は36.5万枚（オリコン調べ）。

## 収録曲
1. 友だちへ〜Say What You Will〜
作詞:エリック・クラプトン / 作曲:エリック・クラプトン&サイモン・クライミー/ 日本語詞:竹内まりや / 編曲:小林武史
2. Song of X'smap
作詞:麻生哲朗 / 作曲:菅野よう子 / 編曲:武藤星児
  - SMAP主演 フジテレビ系プレミアムステージ「X'smap〜虎とライオンと五人の男〜」主題歌
  - 配信限定曲
3. 友だちへ〜Say What You Will〜（back track）
4. Song of X'smap（back track）

## 収録アルバム
- SAMPLE BANG!（#1）
- SMAP 25 YEARS（#2）